# Ghiacciaio Oakley
Il ghiacciaio Oakley è un ghiacciaio lungo circa 15 km, situato nella parte nord-occidentale della Dipendenza di Ross, nell'Antartide orientale. Il ghiacciaio, il cui punto più alto si trova a circa 1400 m s.l.m., si trova sulla costa di Borchgrevink, nella regione sud-orientale delle dorsale dell'Alpinista, da dove fluisce verso est, discendendo dal versante orientale del monte Casey fino a unire il proprio flusso a quello del ghiacciaio Icebreaker.

## Storia
Il ghiacciaio Oakley è stato mappato da membri dello United States Geological Survey (USGS) grazie a fotografie aeree scattate dalla marina militare statunitense nel periodo 1960-64, e così battezzato dal Comitato consultivo dei nomi antartici in onore del tenente comandante Donald C. Oakley, della USN, un cappellano protestante residente alla stazione McMurdo nel 1967.